# Ortles-Cevedale

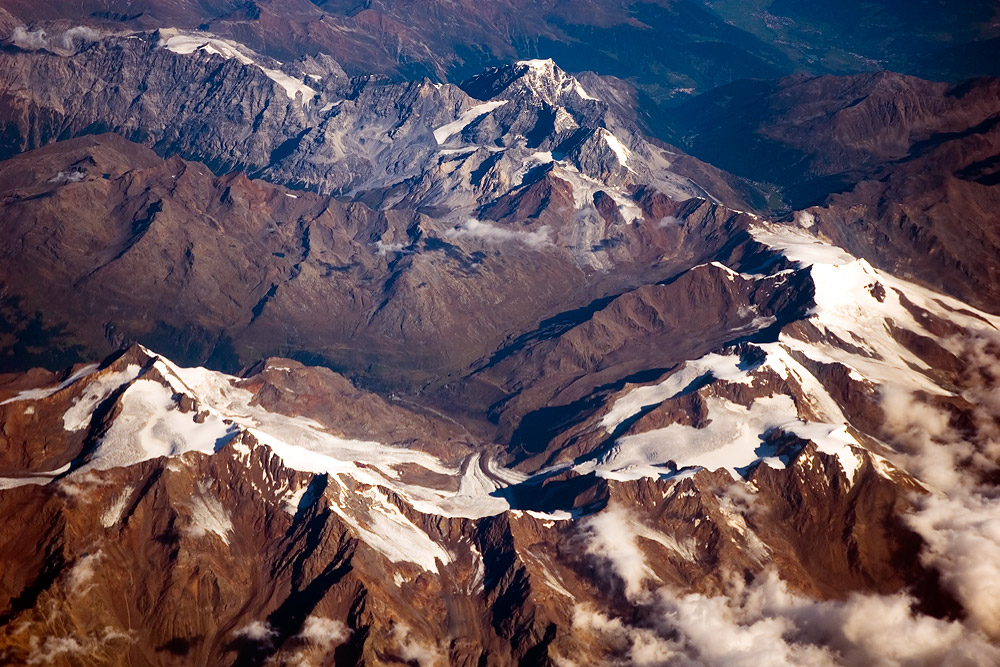
Cảnh Ortles-Cevedale nhìn từ 10.000 m

Ortles-Cevedale (tiếng Ý: Ortles-Cevedale) là một rặng núi thuộc rặng Alpes orientales centrales hoặc thuộc dãy Alpes đá vôi phía nam, ở trung tâm dãy núi Alpes thuộc Ý.
Ortles-Cevedale chia cách với dãy núi Livigno ở phía tây bắc bởi đèo Stelvio và thung lũng sông Adda (Valtellina); chia cách với rặng Adamello-Presanella ở phía nam bởi đèo Tonale; chia cách với rặng Ötztal Alps ở phía đông bắc bởi thung lũng Thượng Adige (Vinschgau-Val Venosta). Phần phía tây của đèo Gavia cũng gọi là Sobretta-Gavia Group.
Rặng Ortles-Cevedale là đầu gnuồn của các sông Adda, Oglio, Adige và sông nhánh Noce.

## Các ngọn núi
| Ngọn (Italian)    | (German)             | mét   | feet   |
| ----------------- | -------------------- | ----- | ------ |
| Ortles            | Ortler               | 3,905 | 12,811 |
| Gran Zebrù        | Königsspitze         | 3,857 | 12,655 |
| Monte Cevedale    | Zufallspitze         | 3,774 | 12,382 |
| Monte Zebrù       |                      | 3,735 | 12,254 |
| Palón della Mare  |                      | 3,705 | 12,156 |
| Punta San Matteo  | de                   | 3,692 | 12,113 |
| Monte Vioz        |                      | 3,645 | 11,959 |
| Punta Thurwieser  | Thurwieserspitze     | 3,641 | 11,946 |
| Pizzo Tresero     |                      | 3,602 | 11,818 |
| Cima Vertana      | Vertainspitze        | 3,541 | 11,618 |
| Punta delle Bàite | Tuckettspitze        | 3,458 | 11,346 |
| Cima Venezia      | Veneziaspitze        | 3,384 | 11,103 |
| Croda di Cengles  | Tschenglser Hochwand | 3,378 | 11,083 |
| Monte Confinale   |                      | 3,370 | 11,057 |
| Monte Sobretta    |                      | 3,296 | 10,814 |

## Các đèo
| Đèo núi                   | vị trí                                     | loại        | độ cao (m/ft) | độ cao (m/ft) |
| ------------------------- | ------------------------------------------ | ----------- | ------------- | ------------- |
| Hochjoch                  | Sulden tới thung lũng Zebrù                | tuyết       | 3536          | 11,602        |
| Vioz Pass                 | Santa Caterina Valfurva tới Peio           | tuyết       | 3337          | 10,949        |
| Königsjoch                | Sulden tới Santa Caterina                  | tuyết       | 3295          | 10,811        |
| Cevedale Pass             | Santa Caterina tới Martell                 | tuyết       | 3271          | 10,732        |
| Eissee Pass               | Sulden tới Martell                         | tuyết       | 3133          | 10,279        |
| Passo del Zebru           | Santa Caterina tới thung lũng Zebrù valley | tuyết       | 3025          | 9925          |
| Sallentjoch               | Martell tới Bagni di Rabbi                 | tuyết       | 3021          | 9913          |
| Sforzellina Pass          | Santa Caterina tới Peio                    | tuyết       | 3005          | 9859          |
| Tabarettascharte          | Sulden tới Trafoi                          | đường đi bộ | 2883          | 9459          |
| Stelvio Pass/Stilfserjoch | Trafoi tới Bormio                          | đường xe    | 2760          | 9055          |
| Gavia Pass                | Santa Caterina tới Ponte di Legno          | đường xe    | 2637          | 8651          |